# Boylea quilonensis
Boylea quilonensis is een eenoogkreeftjessoort uit de familie van de Bomolochidae. De wetenschappelijke naam van de soort is voor het eerst geldig gepubliceerd in 1983 door Balaraman.